# Anilocra laevis
Anilocra laevis là một loài chân đều trong họ Cymothoidae. Loài này được Miers miêu tả khoa học năm 1877.